# PZL.46 Sum
PZL.46 Sum là một mẫu thử máy bay ném bom hạng nhẹ của Không quân Ba Lan trước Chiến tranh thế giới II.

## Biến thể
PZL.46/I
PZL.46/II
PZL.46A
PZL.46B

## Quốc gia sử dụng
Bulgaria
- Không quân Bulgary

 Ba Lan
- Không quân Ba Lan

## Tính năng kỹ chiến thuật
Đặc điểm tổng quát
- Kíp lái: 3
- Chiều dài: 10,5 m (34,4 ft)
- Sải cánh: 14,6 m (48,9 ft)
- Chiều cao: 3,3 m (10 ft 10 in)
- Diện tích cánh: 31,5 m² (103,3 ft²)
- Trọng lượng rỗng: 1.995 kg (4.398 lb)
- Trọng lượng có tải: 3.550 kg (7.826 lb)
- Trọng tải có ích: 1.555 kg (3.428 lb)
- Động cơ: 1 × PZL-Bristol Pegasus XXB, 940 hp ()

 Hiệu suất bay 
- Vận tốc cực đại: 425 km/h (264 mp/h)
- Vận tốc tắt ngưỡng: 110 km/h (68 mph)
- Tầm bay: 1.300 km (807 dặm)
- Trần bay: 7.700 m (25.262 ft)
- Vận tốc lên cao: 6 m/s (19,6 ft/s)
- Tải trên cánh: 112 kg/m² ()

Trang bị vũ khí

- 6 x súng máy:
  - 4 x súng máy 7.92 mm FK wz.36
  - 2 x súng máy 7.92 mm karabin maszynowy obserwatora wz.37
- 600 kg bom.